# Orły-Cesin
Orły-Cesin [ˈɔrwɨ ˈt͡sɛɕin] est un village polonais de la gmina de Sochaczew dans le powiat de Sochaczew et dans la voïvodie de Mazovie.